# Nitta Yoshisada
Nitta Yoshisada est un nom japonais traditionnel ; le nom de famille (ou le nom d'école), Nitta, précède donc le prénom (ou le nom d'artiste).
Nitta Yoshisada (新田 義貞, 1301-17 août 1338) est le chef de la famille Nitta au début du XIVe siècle et partisan de la cour du Sud de l'empereur japonais Go-Daigo au cours de la période Nanboku-chō. Il s'empare en 1333 de Kamakura, jusqu'alors dominé par le clan Hōjō.

## Biographie
Longtemps un ennemi d'Ashikaga Takauji, Nitta Yoshisada est souvent blâmé pour la scission entre les cours du Nord et du Sud, comme il lutte contre les Ashikaga et pour l'empereur Go-Daigo. Cette rivalité provient en grande partie du fait que les Ashikaga jouissent d'un rang supérieur aux Nitta bien qu'ils descendent d'un ancêtre plus récent. Comme les ancêtres des Nitta n'ont pas combattu aux côtés de leurs cousins du clan Minamoto lors de la guerre de Genpei, puissance ou prestige ne leur ont jamais été accordés à Kamakura.
En 1331, après avoir reçu l'ordre par le bakufu Ashikaga de joindre une armée à la forteresse de Chihaya, le prince Morinaga et l'empereur Go-Daigo donnent l'ordre à Nitta d'attaquer les Hōjō, aussi quitte-t-il son poste. De retour dans sa province natale de Kozuke, il rallie l'aide d'autres descendants et vassaux, dont son frère Nitta Yoshisuke du clan Minamoto, et entame la marche vers Kamakura par Musashi. Aux abords de la ville, Nitta remporte quelques victoires, déloge des défenseurs Hōjō et les poursuit vers la ville.

## Chute de Kamakura

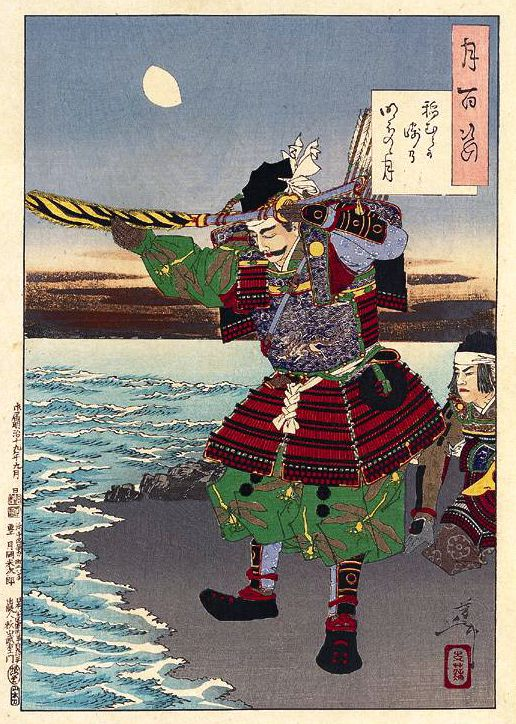
Nitta Yoshisada jette son épée dans les flots.

Sauf pour son littoral, Kamakura est entouré de collines escarpées, ce qui rend difficile une attaque de l'armée. Nitta essaye d'abord d'entrer par les cols de Gokurakuji et de Kewaizaka, mais une concentration des forces Hōjō l'arrête. Jugeant impossible d'entrer par voie terrestre, Nitta décide une tentative par la mer, en contournant le cap d'Inamuragasaki sur la baie de Sagami, à l'ouest de Kamakura. Une fois débarqué, Nitta profite d'une marée basse et déplace ses hommes à travers les plages au sud, mais selon le Taiheiki, il jette son épée dans le ressac et prie Ryūjin. En décrivant cet événement, les sources japonaises rapportent que Nitta Yoshisada prie un dieu de la mer ou Ryūjin ; les sources en anglais se réfèrent presque toujours à la déesse du soleil Amaterasu. Le Taiheiki dit :

« Descendant de cheval, Yoshisada enlève son casque et se prosternant à travers les mers lointaines prie Ryūjin. “On dit que le seigneur du Japon depuis le début, Amaterasu Ōmikami, consacrée au Ise-jingū, se cache dans une vairocana et est apparue sous la forme de Ryūjin des vastes mers bleues. Mon seigneur (l'empereur Go-Daigo) est son descendant et dérive sur les vagues de la mer de l'Ouest à cause des rebelles. Moi, Yoshisada, dans une tentative de servir en digne sujet, vais ramasser mes haches et affronter la ligne ennemie. Ce désir est d'aider la nation et d'apporter le bien-être des masses. Ryūjin des “dieux des huit protectorats” des (sept) mers intérieures et de la mer extérieure, témoin de la fidélité de ce sujet, retire les eaux au loin et ouvre un chemin vers les lignes des trois armées.” »

Il parle donc à Ryūjin qui, il l'a entendu, est une manifestation d'Amaterasu qui sépare les eaux pour lui.
Sur une stèle érigée en 1917, à Sode no Ura (袖の浦), petite baie à l'ouest d'Inamuragaki, est gravé ce texte :

« Il y a 666 ans, le 21 mai 1333, Nitta Yoshisada, jugeant une invasion par les terres difficile, a décidé d'essayer de contourner ce cap. C'est l'endroit où, selon la tradition, il jeta son épée d'or dans les vagues, en priant le dieu des mers de les retirer et de le laisser passer. »

La ville est prise et l'influence du clan Hōjō anéantie.
À la suite de la chute de Kamakura (et de la régence des Hōjō), Nitta est nommé gouverneur de la province d'Echigo et vice-gouverneur des provinces de Harima et Kozuke lorsque l'empereur Go-Daigo redistribue les terres des Hōjō. De plus, il courtise Kōtō-Naishi (匂当内侍), la secrétaire de l'empereur et l'épouse par sa médiation.

## Décès
Au cours des quelques années suivantes, la rivalité de Nitta avec Ashikaga Takauji et son frère Ashikaga Tadayoshi atteint son paroxysme, les deux frères préparant une rébellion et lançant un appel selon lequel « Nitta Yoshisada doit être détruit ». Les deux parties s'engagent dans un certain nombre de batailles, beaucoup d'entre elles dans et autour de Kyoto, aux mêmes endroits que les célèbres batailles de la guerre de Genpei. Finalement Nitta est défait, mais continue d'être une épine dans le pied des Takauji jusqu'à sa mort le 2 juillet 1338.
La mort de Nitta est aussi remarquable que sa vie. Alors que Nitta se bat aux sièges de Kuromaru contre Hosokawa Akiuji, un allié de Ashikaga Takauji, son cheval est abattu par une flèche enflammée. Nitta, coincé sous le cheval mort et incapable de se déplacer est une cible facile pour les archers. Il tire alors son sabre court et se décapite lui-même avec. On raconte aussi que, témoin de son héroïsme, un certain nombre de ses collègues samouraïs s'engagèrent dans un junshi seppuku à proximité, suivant leur lige dans la mort en signe de loyauté.
Son kami est vénéré au Fujishima-jinja situé à Fukui.

## Source de  la traduction
- (en) Cet article est partiellement ou en totalité issu de l’article de Wikipédia en anglais intitulé « Nitta Yoshisada » (voir la liste des auteurs).